# نصفي الأصابع
نصفي الأصابع أو برص المنازل (باللاتينية: Hemidactylus) (بالإنجليزية: house geckos)‏  ، هو جنس ينتمي إلى (فصيلة: Gekkonidae) .

## أنواع مختارة
- برص ميندي (الاسم العلمي: Hemidactylus mindiae)
- برص سيناء (الاسم العلمي: Hemidactylus sinaitus)
- برص المنازل اصفر (الاسم العلمي: Hemidactylus flaviviridis)
- برص منازل البحر المتوسط (الاسم العلمي: Hemidactylus turcicus)
- برص فوده (الاسم العلمي: Hemidactylus foudaii)
- برص البحر الاحمر (الاسم العلمي: Hemidactylus robustus)